# TrueType
Il TrueType è un formato di caratteri sviluppato originariamente da Apple alla fine degli anni 1980 in competizione con i font Type 1 usati da Adobe nel PostScript. Attualmente il True Type Font (TTF) è il formato standard per utenti Windows, mentre gli utenti Mac, pur utilizzandolo, sono ancora legati al formato PostScript (PS).
Per capire la differenza tra i due formati bisogna distinguere tra caratteri per la stampa e caratteri di "sistema" per la visualizzazione sullo schermo.
Il Mac utilizza un formato TrueType (non compatibile con Windows) che è adatto alla visualizzazione su schermo. Tale formato ha la peculiarità di cercare di visualizzare sullo schermo tali caratteri mascherando lo spiacevole effetto pixel che rende frastagliate (quadrettate o pixellate) le linee non verticali né orizzontali e le curve.
Il carattere PostScript, invece, contiene le informazioni per la stampa e permette che le informazioni vettoriali legate ai caratteri siano comprese adeguatamente dalle stampanti (principalmente da quelle professionali del tipo PostScript appunto, che comprendono tali informazioni). In entrambi i casi si tratta di differenze minime apprezzabili da un tipografo esperto o da un graphic designer, per cui a prima vista un documento stampato usando un carattere TTF per Mac sembra non contenere scalettature, ma in realtà non è così.
Il sistema Windows utilizza un formato TTF (compatibile con Mac) che contiene sia le informazioni per la stampa sia quelle per la visualizzazione su schermo. Generalmente Windows, quindi, non usa PS ma solamente TTF.
Per la stampa professionale, sono stati sviluppati anche altri tipi di carattere quali ad esempio Apple Advanced Typography (AAT) e OpenType che differiscono sostanzialmente sia da PS che da TTF. Alcuni programmi (generalmente i programmi utilizzati per design dei caratteri) sono in grado di convertire TTF per Mac in un formato TTF compatibile per Windows (e viceversa).

## Storia
TrueType era conosciuto durante la sua fase di sviluppo, prima con il nome in codice "Bass" e successivamente con il nome in codice "Royal". Il sistema è stato sviluppato e infine rilasciato come TrueType con il lancio di Mac System 7 nel maggio 1991. I caratteri iniziali TrueType outline, le famiglie a quattro pesi di Times Roman, Helvetica, Courier, e il carattere pi "Symbol" ha replicato i font PostScript originali di Apple LaserWriter. Apple ha anche sostituito alcuni dei loro caratteri bitmap utilizzati dall'interfaccia utente grafica delle versioni precedenti del sistema Macintosh (inclusi Ginevra, Monaco e New York) con caratteri di contorno TrueType scalabili. Per compatibilità con i sistemi meno recenti, Apple ha fornito questi font, un'estensione TrueType e una versione compatibile con TrueType di Font / DA Mover per System 6. Per la compatibilità con Laserwriter II, Apple ha sviluppato caratteri come ITC Bookman e ITC Chancery in formato TrueType.
Tutti questi tipi di carattere possono ora essere ridimensionati a tutte le dimensioni sullo schermo e sulla stampante, rendendo il sistema operativo Macintosh 7 il primo sistema operativo a funzionare senza caratteri bitmap. I primi sistemi TrueType, essendo ancora parte del sottosistema grafico QuickDraw di Apple, non rendevano i caratteri di Type 1 sullo schermo come fanno oggi. A quel tempo, molti utenti avevano già investito molto denaro nei font Type 1 ancora proprietari di Adobe. Come parte della tattica di Apple di aprire il formato del carattere contro il desiderio di Adobe di tenerlo chiuso a tutti tranne che ai licenziatari Adobe, Apple ha concesso in licenza TrueType a Microsoft. Quando TrueType e la concessione della licenza a Microsoft sono stati annunciati, John Warnock di Adobe ha tenuto un appassionato discorso in cui ha affermato che Apple e Microsoft stavano vendendo olio di serpente, e ha quindi annunciato che il formato di Type 1 era aperto a chiunque.
Nel frattempo, in cambio di TrueType, Apple ha ottenuto una licenza per TrueImage, un linguaggio di descrizione della pagina compatibile con PostScript di proprietà di Microsoft che Apple potrebbe utilizzare nella stampa laser. Questo non è mai stato effettivamente incluso in nessun prodotto Apple quando è stato raggiunto un accordo successivo tra Apple e Adobe, in cui Adobe ha promesso di inserire un interprete TrueType nelle loro schede di stampa PostScript. Apple ha rinnovato i suoi accordi con Adobe per l'uso di PostScript nelle sue stampanti, con conseguente riduzione dei pagamenti delle royalty ad Adobe, che stava iniziando a concedere in licenza i controller della stampante in grado di competere direttamente con le stampanti LaserWriter di Apple.
Parte della risposta di Adobe all'apprendimento dello sviluppo di TrueType è stata la creazione del software Adobe Type Manager per scalare i font Type 1 per l'output su schermo con anti-alias. Sebbene inizialmente ATM costasse denaro, piuttosto che essere gratuito con il sistema operativo, divenne uno standard de facto per chiunque fosse coinvolto nel desktop publishing. Il rendering anti-alias, combinato con la capacità delle applicazioni Adobe di ingrandire per leggere caratteri piccoli, e ulteriormente combinato con il formato di font PostScript Type 1 ora aperto, ha fornito l'impulso per un'esplosione nel design dei caratteri e nel desktop publishing di giornali e riviste.
Apple ha esteso TrueType con il lancio di TrueType GX nel 1994, con tabelle aggiuntive nel formato sfnt che facevano parte di QuickDraw GX. Ciò ha offerto potenti estensioni in due aree principali. Il primo è stato l'asse dei caratteri (morphing), ad esempio consentendo ai caratteri di essere regolati in modo fluido da chiaro a grassetto o da stretto a esteso: concorrenza per la tecnologia "multiple master" di Adobe. Il secondo è stato Line Layout Manager, dove particolari sequenze di caratteri possono essere codificate per passare a disegni diversi in determinate circostanze, utile ad esempio per offrire legature per "fi", "ffi", "ct", ecc. Mantenendo la memoria di supporto di caratteri necessari per i correttori ortografici e ricerca di testo. Tuttavia, la mancanza di strumenti user-friendly per creare caratteri TrueType GX significava che non c'erano più di una manciata di caratteri GX.
Gran parte della tecnologia in TrueType GX, inclusi morphing e sostituzione, vive come AAT (Apple Advanced Typography) in macOS. Pochi sviluppatori di font al di fuori di Apple tentano di creare font AAT; invece, OpenType è diventato il formato sfnt dominante.

### Adozione da parte di Microsoft
Per garantire la sua ampia adozione, Apple ha concesso in licenza TrueType a Microsoft gratuitamente. Nel 1991 Microsoft ha aggiunto TrueType nell'ambiente operativo Windows 3.1. In collaborazione con i loro appaltatori, Monotype Imaging, Microsoft si è impegnata molto nella creazione di un set di caratteri TrueType di alta qualità che fossero compatibili con i caratteri principali in bundle con l'apparecchiatura PostScript in quel momento. Ciò includeva i caratteri che sono standard con Windows fino ad oggi: Times New Roman (compatibile con Times Roman), Arial (compatibile con Helvetica) e Courier New (compatibile con Courier). Si dovrebbe intendere che "compatibile" significhi due cose: primo, che i caratteri sono simili nell'aspetto e secondo - e cosa molto importante - i caratteri hanno la stessa larghezza dei caratteri, e quindi possono essere usati per comporre gli stessi documenti senza ridisporre il testo.
I tecnici Microsoft e Monotype hanno utilizzato la tecnologia di font hinting di TrueType per garantire che questi caratteri non soffrissero del problema di illeggibilità a basse risoluzioni, che in precedenza aveva forzato l'uso di caratteri bitmap per la visualizzazione sullo schermo. Successivi progressi tecnologici hanno introdotto il primo anti-aliasing, che smussa i bordi dei caratteri a scapito di una leggera sfocatura, e più recentemente il rendering dei subpixel (l'implementazione Microsoft si chiama ClearType), che sfrutta la struttura dei pixel dei display basati su LCD per aumentare la risoluzione apparente del testo. Microsoft ha fortemente commercializzato ClearType e le tecniche di rendering sub-pixel per il testo sono ora ampiamente utilizzate su tutte le piattaforme.
Microsoft ha anche sviluppato una tecnologia "smart font", denominata TrueType Open nel 1994, successivamente ribattezzata OpenType nel 1996 quando ha unito il supporto dei contorni dei glifi di Adobe Type 1.

## TrueType oggi

### Macintosh e Microsoft Windows
TrueType è stato a lungo il formato più comune per i caratteri su Classic Mac OS, Mac OS X e Microsoft Windows, sebbene Mac OS X e Microsoft Windows includano anche il supporto nativo per il formato Adobe Type 1 e l'estensione OpenType per TrueType (da Mac OS X 10.0 e Windows 2000). Mentre alcuni caratteri forniti con i nuovi sistemi operativi sono ora nel formato OpenType, la maggior parte dei caratteri di terze parti gratuiti o poco costosi utilizza TrueType normale.
L'aumento delle risoluzioni e i nuovi approcci al rendering dello schermo hanno ridotto la necessità di suggerimenti TrueType estesi. L'approccio di rendering di Apple su macOS ignora quasi tutti i suggerimenti in un font TrueType, mentre ClearType di Microsoft ignora molti suggerimenti e, secondo Microsoft, funziona meglio con i caratteri "leggermente accennati".

### Linux e altre piattaforme
Il progetto FreeType di David Turner ha creato un'implementazione indipendente dello standard TrueType (così come altri standard di font in FreeType 2). FreeType è incluso in molte distribuzioni Linux.
Fino a maggio 2010, c'erano potenziali violazioni di brevetto in FreeType 1 perché parti della macchina virtuale di suggerimento TrueType erano state brevettate da Apple, un fatto non menzionato negli standard TrueType. (I titolari di brevetti che contribuiscono agli standard pubblicati da un importante organismo di normalizzazione come ISO sono tenuti a rivelare l'ambito dei loro brevetti, ma TrueType non era uno standard di questo tipo.) FreeType 2 includeva un hinter automatico opzionale per evitare la tecnologia brevettata, ma questi brevetti sono scaduti, quindi FreeType 2.4 ora abilita queste funzionalità per impostazione predefinita.

### Contorni

Un segmento di curva di Bézier quadratica è definito da due punti finali e un punto di controllo. Questo cerchio è composto da otto segmenti contigui. I quadrati sono punti finali e i cerchi sono punti di controllo.